# Herman Georg Simmons

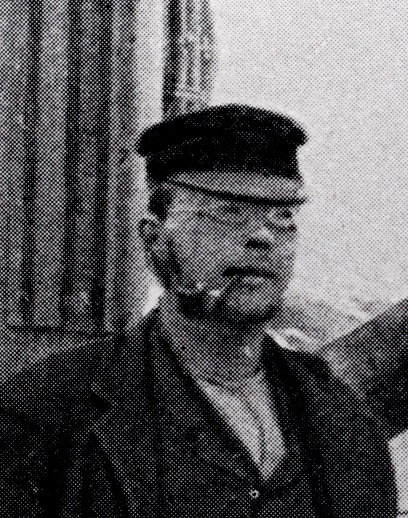
Herman Georg Simmons während der Fram-Expedition

Herman Georg Simmons  (* 16. August 1866 in Dalby, Schonen; † 22. April 1943 in Lidingö) war ein schwedischer Botaniker und Polarforscher. Sein botanisches Autorenkürzel lautet „Simmons“.

## Leben

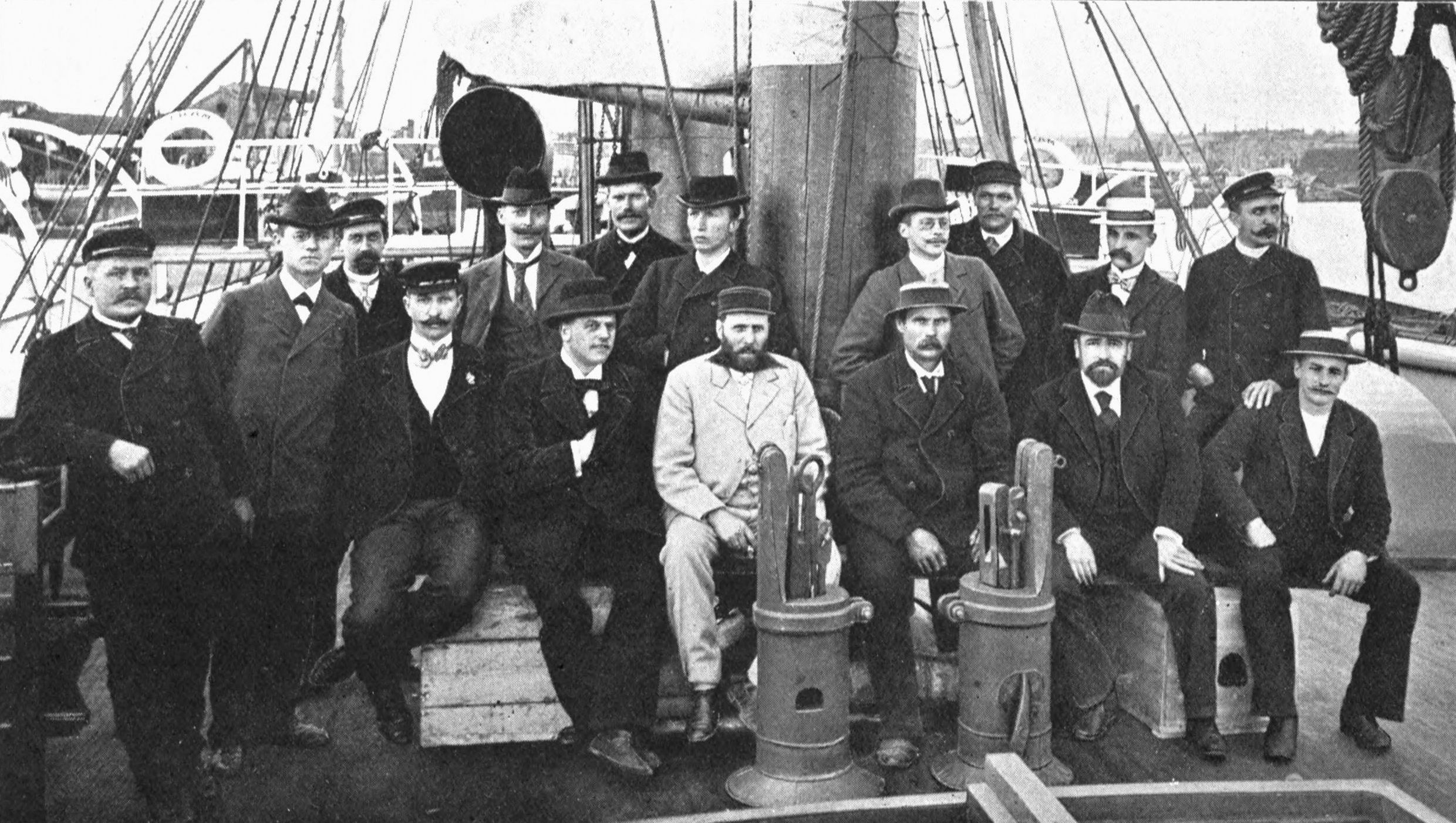
Die Teilnehmer der Zweiten Fram-Expedition, Simmons in der hinteren Reihe vierter von rechts

Herman Georg Simmons war das älteste von sieben Kinder von Georg Simmons und dessen Ehefrau Julie, geborene Hjardemaal. Sein Vater war nach dem Deutsch-Dänischen Krieg von 1864 aus Holstein nach Schweden gekommen und hatte das Gut Kronedal bei Dalby in Schonen gekauft. Herman wuchs deutschsprachig auf und sprach schwedisch zunächst nur mit starkem Akzent. 1882 verkaufte sein Vater Kronedal und pachtete das Gut Ulfsborg bei Kalmar. Ab 1887 studierte Herman Georg Simmons Agronomie am Landwirtschaftlichen Institut in Alnarp. Anschließend fand er eine Anstellung als Assistent beim Allgemeinen Schwedischen Saatgutverein (Allmänna Svenska Utsädesföreningen) in Svalöv, die er aber bereits 1890 aufgab, um an der Universität Lund zu studieren, wo er 1892 seinen Abschluss als Filosofie kandidat machte. Von 1892 bis 1898 war Simmons Sekretär der Botanischen Gesellschaft und ab dem Herbst 1893 vier Jahre lang Amanuensis am Botanischen Institut. Im Sommer 1894 arbeitete er an der Zoologischen Station Kristineberg in Bohuslän. Mit einem Stipendium der Botanischen Gesellschaft unternahm er 1895 eine Forschungsreise auf die Färöer.
1898 bis 1902 nahm Simmons an der von Otto Sverdrup geleiteten Zweiten Expedition mit der Fram teil. Von den Winterliegeplätzen der Fram im Smith- und im Jonessund wurden auf zahlreichen Reisen mit dem Hundeschlitten 150.000 km² bis dahin unbekannten Landes westlich von Ellesmere Island entdeckt und kartiert. Simmons sammelte etwa 5000 Exemplare arktischer Pflanzen, die sich heute im Botanischen Museum der Universität Oslo befinden. Während der nächsten Jahre beschäftigte er sich mit der Bearbeitung des umfangreichen Materials. Seine Ergebnisse veröffentlichte er im ersten und dritten Band des Sammelwerks Report of the Second Norwegian Arctic Expedition in the "Fram" (1898–1902).
1906 promovierte Simmons zum Dr. phil. Er wurde Dozent an der Universität Lund und unterrichtete an mehreren privaten Lehranstalten. In den Jahren 1908 bis 1910 reiste er im Sommer jeweils nach Kiruna, um die Flora Lapplands und den Einfluss des Menschen, insbesondere durch den Abbau von Eisenerz in der dortigen Grube, auf diese zu untersuchen. 1914 wurde Simmons Dozent für Botanik und Zoologie am Agrarwissenschaftlichen Institut Ultuna (Ultuna landtbruksinstitut) nahe Uppsala. 1918 wurde er zum Professor berufen. Er blieb bis zu seiner Emeritierung im Jahr 1932 in Ultuna, die letzten vier Jahre als Rektor. Seinen Ruhestand verlebte er in seinem Haus in Lidingø bei Stockholm, wo er am 22. April 1943 starb.
Simmons heiratete 1917 Karin Dahlgren (1889–1973), die Schwester des Biologen Ossian Dahlgren (1888–1976). Das Paar hatte vier Kinder: Carl-Gustaf, Torsten, Gerda und Björn.

## Ehrungen
Simmons war Ritter des schwedischen Nordstern-Ordens und des norwegischen Sankt-Olav-Ordens. Er war Ehrenmitglied der Botanischen Gesellschaft von Lund und der Naturwissenschaftlichen Gesellschaft von Stockholm (Naturvetenskapliga Föreningen).
Die Halbinsel Simmons Peninsula im äußersten Südwesten von Ellesmere Island ist nach ihm benannt.

## Werke (Auswahl)
- Report of the Second Norwegian Arctic Expedition in the "Fram" (1898–1902). Videnskabsselskabet i Kristiania.
  - Nr. 2: The vascular plants in the flora of Ellesmereland. Kristiania 1906 (online, englisch).
  - Nr. 16: A revised list of the Flowering Plants and Ferns of Northwestern Greenland, with some short notes about the affinities of the flora. Kristiania 1909 (online, englisch).
  - Nr. 19: Stray Contributions to the Botany of North Devon and some other islands, visited in 1900—1902. Kristiania 1909 (online, englisch).
- Floran och vegetationen i Kiruna, en växtgeografisk studie med särskild hänsyn till kulturens inflytande. Vetenskapliga och praktiska undersökningar i Lappland, Lund 1910 (online, schwedisch).
- A survey of the Phytogeography of the Arctic American Archipelago. In: Lunds universitets årsskrift. Band 9, 1913, S. 1–183 (online, englisch).
- Die Flora und Vegetation von Kiruna im schwedischen Lappland. Eine pflanzengeographische Untersuchung mit besonderer Rücksicht auf den Einfluß der Kultur. In: Botanische Jahrbücher für Systematik, Pflanzengeschichte und Pflanzengeographie. Band 48, 1913, S. 1–86 (online).